# Johan Leys
Johan Leys (Maaseik, 16 juli 1978) is een Vlaams sciencefictionschrijver.

## Levensloop
Leys studeerde moraalwetenschappen en vergelijkende cultuurwetenschap aan de Universiteit Gent. Hij is de kleinzoon van Hubert Rubens.
Zijn debuut, Enkeling, dong in 2012 mee naar de Debuutprijs.
Ras, de tweede roman van Leys, is zowel prequel als sequel van zijn debuut Enkeling. De neurose van het hoofdpersonage, Kurtis Reindeau, en het spanningsveld dat deze neurose creëert met de hoogtechnologische samenleving, vormen de ruggengraat van beide romans.